# Toulenne
Toulenne egy francia település Gironde megyében az Aquitania régióban. Lakosainak száma 2860 fő (2022. január 1.).

## Története
A település neve a kelta tol (sáv) szóból származik.

## Adminisztráció
Polgármesterek:
- 1971–1995 Claude Gaubert (PS)
- 1995–2001 M. Martin (PS)
- 2001–2008 Jean-Claude Rouxel (PS)
- 2008–2020 Christian Daire (PS)

## Demográfia
| Lakosok száma | 1046 | 1743 | 1839 | 2405 | 2555 | 2519 | 2640 | 2752 | 2779 | 2860 |
|               | 1968 | 1982 | 1990 | 2006 | 2013 | 2015 | 2017 | 2019 | 2020 | 2022 |

## Látnivalók
- Saint-Saturnin gótikus templom